# Маккенна-Брюс, Миа
Миа Маккенна-Брюс (англ. Mia Sasha McKenna-Bruce; род. 3 июля 1997, Бексли, Большой Лондон) — британская актриса. Она получила известность благодаря роли Ти Тейлор в фильмах «Трейси Бикер возвращается» (2010—2012) и «Свалка» (2013—2018). Среди ее фильмов — «Доводы рассудка» (2022) и «Как заниматься сексом» (2023). За последнее она получила премию британского независимого кино в номинации Восходящая звезда и была номинирована на премию европейского кино за лучшую женскую роль.
На телевидении Маккенна-Брюс также появлялся в сериале «Поквитайся» (2020) и сериале «Академия вампиров» (2022).

## Ранние годы
Маккенна-Брюс родилась 3 июля 1997 года в Лондоне и выросла в Чизлхерсте, Бромли. Маккенна-Брюс брала уроки танцев в Центре исполнительских искусств Лиз Бервилл в Бексли и была студенткой Лондонской академии Бельканто. Маккенна-Брюс также посещала Академию танца Сапфир в Бекслихите, а также гимназию для девочек в Мейдстоне. У Мии есть две сестры, Аня и Эллис.

## Карьера
Первой ролью Маккенна-Брюс была в постановке мюзикла «Билли Эллиот» в Вест-Энде. Её первой ролью на телевидении стала второстепенная роль Эстер в «Маленьких тёмных местах». Затем она снялась в «Холби Сити» в роли Эби Тейлор в одном эпизоде. Маккенна-Брюс появилась в сериале «Жители Ист-Энда» в роли Пенни Браннинг. В 2009 году Маккенна-Брюс снялась в сериале «Чисто английское убийство» в роли Киры Кертис в одном эпизоде. Затем она снялась в трёх эпизодах «Докторов».
В 2009 году Маккенна-Брюс снялась в своей первой роли в кино в фильме «Четвёртый вид», сыграв Эшли Тайлер. Следующей её ролью была главная героиня Ти Тейлор в сериале «Трейси Бикер возвращается» с 2010 по 2012 года. В 2011 году Маккенна-Брюс появилась в одном эпизоде сериала «Шпион» и в пяти эпизодах «Руководства по выживанию Трейси Бикер». Маккенна-Брюс играла роль Ти Тейлор с 2013 по 2016 года (и снова в качестве гостя в 2017 и 2018 годах) в спин-оффе «Свалка». Она снялась в качестве приглашенной звезды в другом эпизоде «Холби Сити» в роли Азии Лукас, а также в роли приглашенной звезды в сериале BBC Three «Джош». Маккенна-Брюс сыграла главную роль в художественном фильме «Повстанцы». В 2020 году она получила роль Бри Дерингер в подростковом триллере «Поквитайся».. В 2021 году она появилась в эпизоде сериала «Вера», а позже снялась в фильме Netflix «Доводы рассудка». В августе того же года она получила роль Мии Карп в фэнтезийном сериале «Академия вампиров».
В 2021 году Маккенна-Брюс успешно прошла прослушивание на роль Тары в фильме Молли Мэннинг Уокер «Как заниматься сексом». Её выступление в роли неопытной школьницы, борющейся с проблемами согласия во время каникул на Крите, получило широкую оценку и привело к тому, что Screen Daily назвала её «Звездой экрана завтрашнего дня». Она также была номинирована на лучшую европейскую женскую роль на Премии Европейской киноакадемии 2023 и получила награду «Лучший прорыв года» на церемонии вручения наград Лондонского кружка кинокритиков 2023 года. Она также выиграла премию «Восходящая звезда» на церемонии вручения премии BAFTA 2024 года.

## Личная жизнь
В феврале 2022 года Маккенна-Брюс обручилась с актёром Томом Личем. В августе 2023 года у них родился первенец, сын Лео.

## Фильмография

### Фильмы
| Год  | Название                    | Роль          | Примечания |
| ---- | --------------------------- | ------------- | ---------- |
| 2009 | Четвёртый вид               | Эшли Тайлер   |            |
| 2021 | Последний поезд в Рождество | Линда         |            |
| 2022 | Доводы рассудка             | Мэри Масгроув |            |
| 2023 | Разжигание                  | Лили          |            |
| 2023 | Как заниматься сексом       | Тара          |            |

### Телевидение
| Год       | Название                  | Роль                 | Примечания                                     |
| --------- | ------------------------- | -------------------- | ---------------------------------------------- |
| 2008      | Маленькие тёмные места    | Эстер                | 1 эпизод                                       |
| 2008      | Холби Сити                | Эби Тейлор           | Эпизод: «Врач, исцели себя»                    |
| 2008      | Жители Ист-Энда           | Пенни Браннинг       | 5 эпизодов                                     |
| 2009      | Чисто английское убийство | Кира Кертис          | Эпизод: «Пропавшая маленькая девочка: Часть 1» |
| 2009      | Докторов                  | Перл Сноу            | 3 эпизода                                      |
| 2010—2012 | Трейси Бикер возвращается | Ти Тейлор            | Главная роль                                   |
| 2011      | Шпион                     | Эшли                 | Эпизод: «Кодовое имя: Кровь»                   |
| 2017      | Холби Сити                | Азия Лукас           | Эпизод: «Болезни роста»                        |
| 2017      | Джош                      | няня                 | Эпизод: «Велосипеды и дети»                    |
| 2019      | Отвали, я люблю тебя      | целующийся подросток | 1 эпизод                                       |
| 2019      | Зачистка                  | Эмили                | 1 эпизод                                       |
| 2019      | Повстанцы                 | Эника                | 5 эпизодов                                     |
| 2019      | Ведьмак                   | Марилька             | Эпизод: «Начало конца»                         |
| 2020      | Поквитайся                | Бри Деринджер        | Главная роль                                   |
| 2021      | Вера                      | Майя Дрейпер         | 1 эпизод                                       |
| 2022      | Академия вампиров         | Миа Карп             | Главная роль                                   |
|           | Тайна семи циферблатов    | леди Эйлин Брент     | Главная роль                                   |

## Награды и номинации
| Год  | Награда                                   | Номинация                      | Работа                | Результат |
| ---- | ----------------------------------------- | ------------------------------ | --------------------- | --------- |
| 2023 | Премия британского независимого кино      | Лучшее исполнение главной роли | Как заниматься сексом | Победа    |
| 2023 | Премия британского независимого кино      | Самый перспективный новичок    | Как заниматься сексом | Номинация |
| 2023 | Премия Европейской киноакадемии           | Лучшей актрисе                 | Как заниматься сексом | Номинация |
| 2024 | Премия Лондонского кружка кинокритиков    | Лучший исполнитель года        | Как заниматься сексом | Победа    |
| 2024 | Премия Британской Академии в области кино | Восходящая звезда              | Как заниматься сексом | Победа    |